# Akt ohne Worte I
Akt ohne Worte I (Acte sans paroles I) ist Samuel Becketts erste Pantomime (gefolgt von Akt ohne Worte II). Wie viele seiner Arbeiten verfasste Beckett auch dieses Stück zuerst in französischer Sprache und übersetzte es später selbst ins Englische. Beckett schrieb es 1956 auf Bitte des Tänzers Deryk Mendel. Die Uraufführung fand am 3. April 1957 am Royal Court Theatre in London statt, wo es im Anschluss an eine Aufführung von Becketts Stück Endspiel gezeigt wurde. Die Originalmusik zum Stück wurde von John S. Beckett, einem Cousin des Autors geschrieben, der später auch mit ihm zusammen am Hörspiel Words and Music arbeitete.

## Handlung
Die Handlung spielt in einer Wüste, die von „blendendem Licht“ beleuchtet wird. Das Stück ist mit nur einer männlichen Figur besetzt, die zu Beginn des Stücks „rücklings auf die Bühne geworfen“ wird. Danach hört der Mann einen Pfiff von rechts. Er „hält das Geräusch für eine Art Ruf, und nachdem er ein wenig darüber nachgedacht hat, geht er in diese Richtung, nur um wieder zurückgeworfen zu werden. Daraufhin ertönt das Geräusch von links. Die Szene wird seitenverkehrt wiederholt.“ Es gibt offensichtlich keinen Ausweg. Er sitzt auf dem Boden und betrachtet seine Hände.
Danach werden eine Reihe von Gegenständen in die Szene herabgelassen, zuerst ein Bäumchen mit „nur einem Ast, etwa einen Meter über dem Boden“, eine „Karikatur des Baums des Lebens“. Seine Ankunft wird – ebenso wie die Ankunft aller weiteren Gegenstände – von dem gleichen scharfen Pfiff angekündigt. Als der Mann dadurch auf ihn aufmerksam wird, bewegt er sich in den Schatten des Baums und betrachtet seine Hände. „Eine Schneiderschere sinkt vom Schnürboden herab“, aber wieder bemerkt er sie nicht, bis er einen Pfiff hört. Daraufhin beginnt er, sich die Fingernägel zu schneiden.
Im Verlauf des Stücks werden noch andere Gegenstände von oben herabgelassen: drei Würfel verschiedener Größe, ein Stück Seil und – immer außerhalb seiner Reichweite – eine „kleine Karaffe, die am Hals ein großes steif abstehendes Etikett mit der Aufschrift Wasser trägt“.
Der Rest des Stücks ist eine Studie über durchkreuzte Anstrengungen. „Mit zwei natürlichen Werkzeugen ausgestattet: mit seinem Verstand und mit seinen Händen, die Werkzeuge, die ihn von den niederen Tieren unterscheiden, versucht er zu überleben, versucht er, ein bisschen Wasser in der Wüste zu erlangen. Der Verstand funktioniert, wenigstens zum Teil: Er lernt: der kleine Würfel auf den großen Würfel; er erfindet, oder er erhält die Erfindungen Schere, Würfel und Seil. Aber sobald er gelernt hat, seine Werkzeuge nutzbringend einzusetzen, werden sie ihm entzogen: Die Schere, als er darüber nachdenkt, sich statt der Fingernägel den Hals abzuschneiden; die Würfel und das Seil, als er entdeckt, dass er sie als Galgen verwenden könnte.“ (Am Ende von Warten auf Godot erwägen auch Vladimir und Estragon, sich auf diese Weise umzubringen.) Beckett bezieht sich hier auf die von ihm gesehenen Stummfilmkomödien von Buster Keaton, Ben Turpon und Harry Langdon, die alle mit Gegenständen zusammentreffen, die einen eigenen Willen zu haben scheinen.
Schließlich sieht es so aus, als hätte der Mann aufgegeben. Er sitzt auf dem großen Würfel. Nach einer Weile wird dieser unter ihm weggezogen, und er bleibt auf dem Boden zurück. An diesem Punkt entscheidet er, das Spiel nicht weiter mitzuspielen: Selbst als die Wasserkaraffe unmittelbar vor seinem Gesicht baumelt, macht er keine Anstrengungen, sie zu ergreifen. Die Palmblätter des Bäumchens öffnen sich und bieten noch einmal Schatten, aber er rührt sich nicht. Er sitzt einfach da im blendenden Licht und betrachtet seine Hände.

## Interpretation
Auf einer Ebene scheint Akt ohne Worte I „ein verhaltensbiologisches Experiment innerhalb eines klassischen Mythos zu sein“, und zwar innerhalb des Tantalus-Mythos. Tantatus stand bekanntlich in einem Teich, dessen Wasser immer dann zurückwich, wenn er sich hinunterbeugte, um davon zu trinken. Über ihn neigte sich ein Obstbaum, der seine Zweige jedes Mal dann anhob, wenn er nach den Früchten greifen wollte, um davon zu essen. 

In den dreißiger Jahren las Beckett das Buch von Wolfgang Köhler The Mentality of Apes (deutscher Originaltitel: „Intelligenzprüfungen an Anthropoiden“) über die Affenpopulation auf Teneriffa. Dort waren Experimente durchgeführt worden, bei denen Affen Würfel übereinander stapelten, um an eine Banane zu gelangen. Offensichtlich bezieht sich Beckett mit dem Stück auf diese Lektüre.
Tantalus war nicht ohne Grund bestraft worden. In Becketts Stück wird jedoch nicht gezeigt, dass der Mann tatsächlich für nichts anderes bestraft wird als seine bloße Existenz. Wie beim Erzähler in Der Außgestoßene, dessen Geschichte damit einsetzt, dass er von dem Ort, an dem er lebt, in eine Umgebung verstoßen wird, „in der er weder existieren, noch aus der er entkommen kann“, gibt es hier eine externe Macht, wohingegen in Warten auf Godot die Existenz Godots fraglich bleibt. Diese externe Macht wird durch einen „scharfen, unmenschlichen, körperlosen Pfiff repräsentiert.“ Sie erlaubt dem Mann nicht wegzugehen. Sein Fall(en) kann als Darstellung des Sündenfalls verstanden werden.
Der Umstand, dass der Mann im wahrsten Sinne des Wortes, zumindest in den Augen des Publikums, in seine Existenz geworfen wird, erinnert an das Heideggeresche Konzept der Geworfenheit. Heidegger verwendet diesen Begriff im metaphorischen Sinn: Er beschreibt damit die akzidentelle, zufällige Natur der menschlichen Existenz in einer Welt, die nicht durch eigene bewusste Wahl zur Welt des Menschen geworden ist. Ebenso metaphorisch geht Beckett vor: Der Mann wird, ähnlich wie das Neugeborene aus der Gebärmutter, vom Nichtsein ins Sein hinausgeworfen, aus der Dunkelheit in das gleißende Bühnenlicht.
Der Darsteller ist ohne Namen, er könnte jeder sein. „Wie Beckett seinem amerikanischen Verleger Barney Rossett 1957 mitteilte, ist er nur ‚menschliches Fleisch, oder Knochen‘“.
Als er zum ersten Mal seine Hände betrachtet, ist es, „als ob er zum allerersten Mal Notiz von seinem eigenen Körper nähme […] Als ihm sein Dasein bewusst wird […] [ist er bereit], die Anwesenheit der verschiedenen Seienden [Heideggers Bezeichnung für existierende Dinge] zu akzeptieren“. Nachdem, als eines der Seienden, die Schere erscheint, fängt der Mann an, seine Fingernägel zu schneiden, „aus keinem anderen Grund, als dass der richtige Gegenstand dafür auf einmal verfügbar ist“. Natürlich kann die Schere hier für jeden anderen nutzbaren Gegenstand des täglichen Lebens stehen, wie ein Haus oder Auto, Dinge, deren Vorhandensein im Allgemeinen als selbstverständlich gilt.
Das Stück ist eine Parabel der Resignation – ein Zustand, den man erst nach einer Reihe von Enttäuschungen erreicht. Der Mann hat ‚auf die harte Tour‘ gelernt, dass es nichts gibt, auf das er sich in seinem Leben verlassen kann, als ihn selbst. G. C. Barnard wendet gegen diese gängige Interpretation des Schlusses ein, dass der Mann sich nicht bewege, liege nicht daran, dass er einfach gebrochen sei: „Der Mann bleibt besiegt zurück, er ist ausgestiegen aus der Mühsal und liegt auf dem leeren Wüstenboden.“ Aber in diesem augenfälligen, traditionellen Ende beweist Beckett seine vollendeten Fähigkeiten, denn das eigentliche Stück beginnt an seinem Schluss. Das kulminierende Ende der Pantomime dürfte nicht eine pathetische Niederlage, sondern eine bewusste Rebellion bedeuten, die absichtliche Gehorsamsverweigerung des Menschen. Lucky (aus Warten auf Godot) hat sich schließlich gegen Pozzo erhoben. Ironischerweise tut der Darsteller dann am meisten, wenn er unbeweglich ist, und sein Leben erhält am Ende einen Sinn. In dieser Verweigerung, in diesem Durchtrennen der Nabelschnur erfolgt eine zweite Geburt, die Geburt des Menschen. Der Mann hat sich selbst geboren, auch wenn das seinen Tod bedeutet.

### Filmaufnahme
Karel Reisz verfilmte das Stück für das Beckett on Film-Projekt mit einer eigens dafür von Michael Nyman komponierten Musik.